# Aleksandar Srećković
Aleksandar Srećković (Beograd, 30. travnja 1973.) je srbijanski filmski, kazališni i televizijski glumac.

## Filmografija

### Televizijske uloge
- "Tajne" kao Damjan Rosso (2014.)
- "Zora dubrovačka" kao Roko Sorgo (2013.)
- "Pod sretnom zvijezdom" kao Miljenko "Miki" Kovač (2011.)
- "Zakon ljubavi" kao Sergej Janić (2008.)
- "Ponos Ratkajevih" kao Nemanja Lazarević i Angel Arhovski (2007. – 2008.)
- "Vratiće se rode" kao Babun (2007.)
- "Urota" kao Miroslav Lazarević (2007.)
- "Bela lađa" kao Bogoje (2006. – 2007.; 2010.)
- "Jelena" kao Nemanja (2004. – 2005.)
- "Neki novi klinci" kao Aušvic (2003.)
- "Podijum" (2002.)
- "Porodično blago" kao dispečer Tanasije (1998. – 2001.)
- "Gore dole" kao Dule "Gnjurac" (1997.)
- "Kraj dinastije Obrenović" kao Nikodije Lunjevića (1995.)

### Filmske uloge
- "Zajedno" (2011.)
- "Montevideo, bog te video: Priča prva" kao Rada Pašić (2010.)
- "Kako postati heroj" kao Aleksandar Srećković (2004.)
- "Slobodan pad" kao instruktor padobranstva (2004.)
- "Točkovi" (1999.)
- "Proleće u Limasolu" kao Bosanac (1999.)
- "Balkanska pravila" kao mehaničar aviona (1997.)
- "Naša engleskinja" kao Miloje Savić (1997.)
- "Paket aranžman" (1995.)

## Vanjske poveznice
- Aleksandar Srećković u internetskoj bazi filmova IMDb-u (engl.)